# Sepia burnupi
Sepia burnupi är en bläckfiskart som beskrevs av William Evans Hoyle 1904. Sepia burnupi ingår i släktet Sepia och familjen Sepiidae. IUCN kategoriserar arten globalt som otillräckligt studerad. Inga underarter finns listade i Catalogue of Life.